# Sédeilhac
Sédeilhac é uma comuna francesa na região administrativa de Occitânia, no departamento de Alta Garona. Estende-se por uma área de 6,16 km². Em 2010 a comuna tinha 64 habitantes (densidade: 10,4 hab./km²).